# Stegmannsches Haus

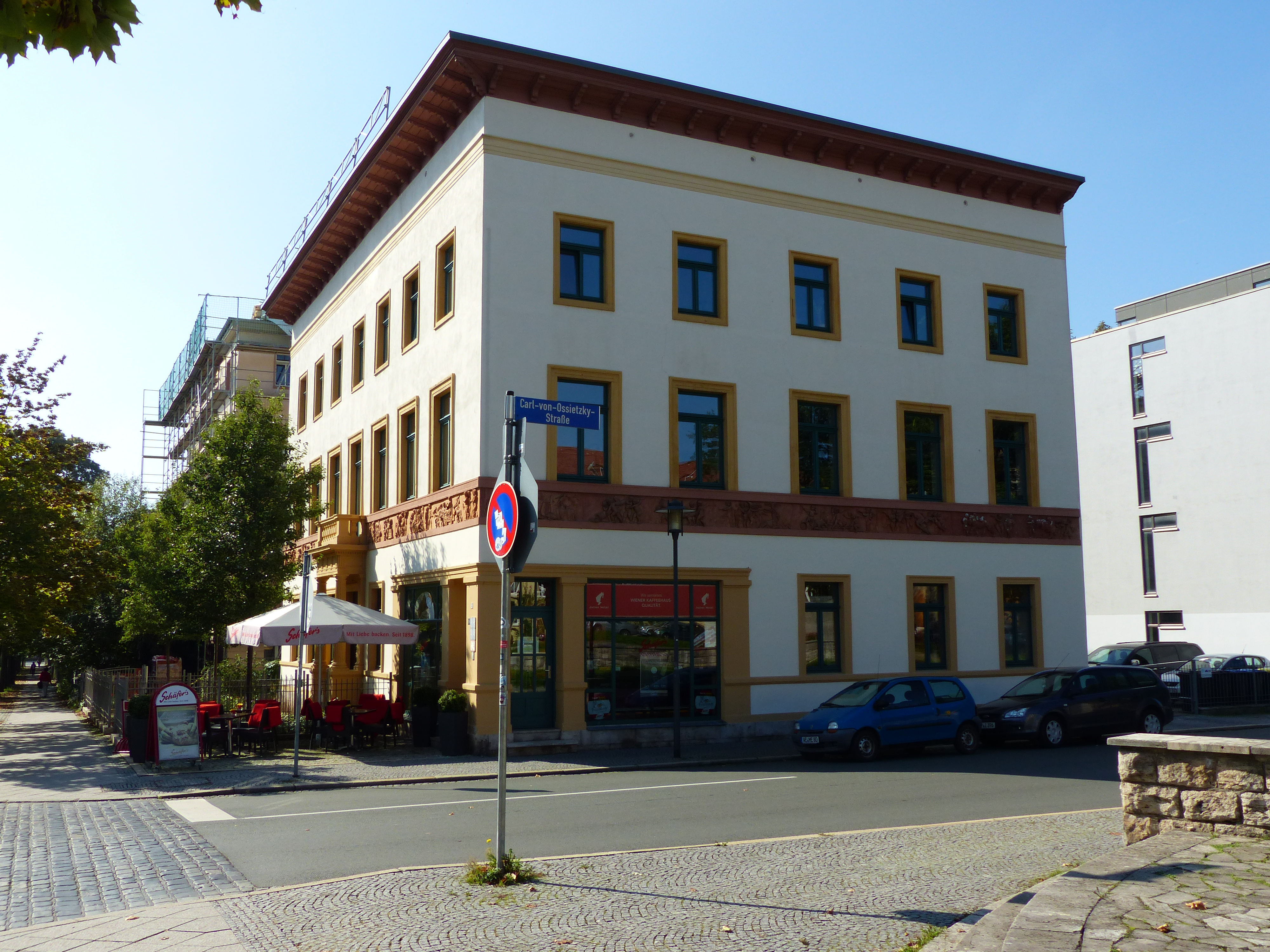
Stegmannsches Haus Nordseite

Das Stegmannsche Haus ist ein Wohn- und Geschäftshaus in Weimar, Deutschland, das Carl Martin Stegemann für sich selbst errichtete.

## Geschichte und Beschreibung
In der Carl-August-Allee 9 in Weimars Nordvorstadt unweit vom Hauptbahnhof unweit des am Buchenwaldplatz befindlichen Ernst-Thälmann-Denkmal befindet sich das sogenannte Stegmannsche Haus. Dieses ist ein Dreiflügelgebäude, der sich zur Carl-von-Ossietzky-Straße hin öffnet. Dieses ist ein zweigeschossiges Wohnhaus mit einem ebenerdigen Geschäftsraum. Dieses Gebäude ist von einem umlaufenden Puttenfries aus gebranntem Ton umgeben, der Bezüge sowohl zu Weimar selbst als auch insbesondere zu Goethe und dem Neuen Museum Weimar aufweist. So wird auf der Ostseite das Neue Museum als Modell selbst dargestellt von Putten auf einem Wagen gezogen, das Denkmal Goethe und Psyche ebenso, wie auch Putten, welche mit Werkzeugen als Steinmetzen tätig sind bzw. Teile der Architektur wie z. B. vom Architrav ziehen, in einer Art, die an einen humoristischen Festumzug erinnert. Auf der Südseite wird an die Großen der klassischen Zeit erinnert, also an Goethe, Friedrich Schiller, Christoph Martin Wieland und schließlich Johann Gottfried Herder. Außerdem werden gezeigt auf der Nordseite Heinrich Hoffmann von Fallersleben, Franz Liszt und der Intendant des Weimarer Hoftheaters Franz Dingelstedt bzw. die Vimaria als Allegorie der Stadt. Der Entwurf für diesen Fries, der Szenen des gesellschaftlichen Lebens Weimars darstellt, stammt von Hermann Wislicenus.
Programmatisch sollte das Puttenfries die Aussöhnung des alten mit dem neuen Weimar darstellen, zumal der Bau des Neuen Museums einerseits immer noch die kulturelle Vorrangstellung Weimars in Deutschland unterstreichen sollte, andererseits aber auch ein finanzielles Desaster gewesen ist. Gebrannt wurde dieser von Franz Jäde modellierte Puttenfries in der Tonwaren- und Ofenfabrik Johann Friedrich Schmidt. in Weimar.

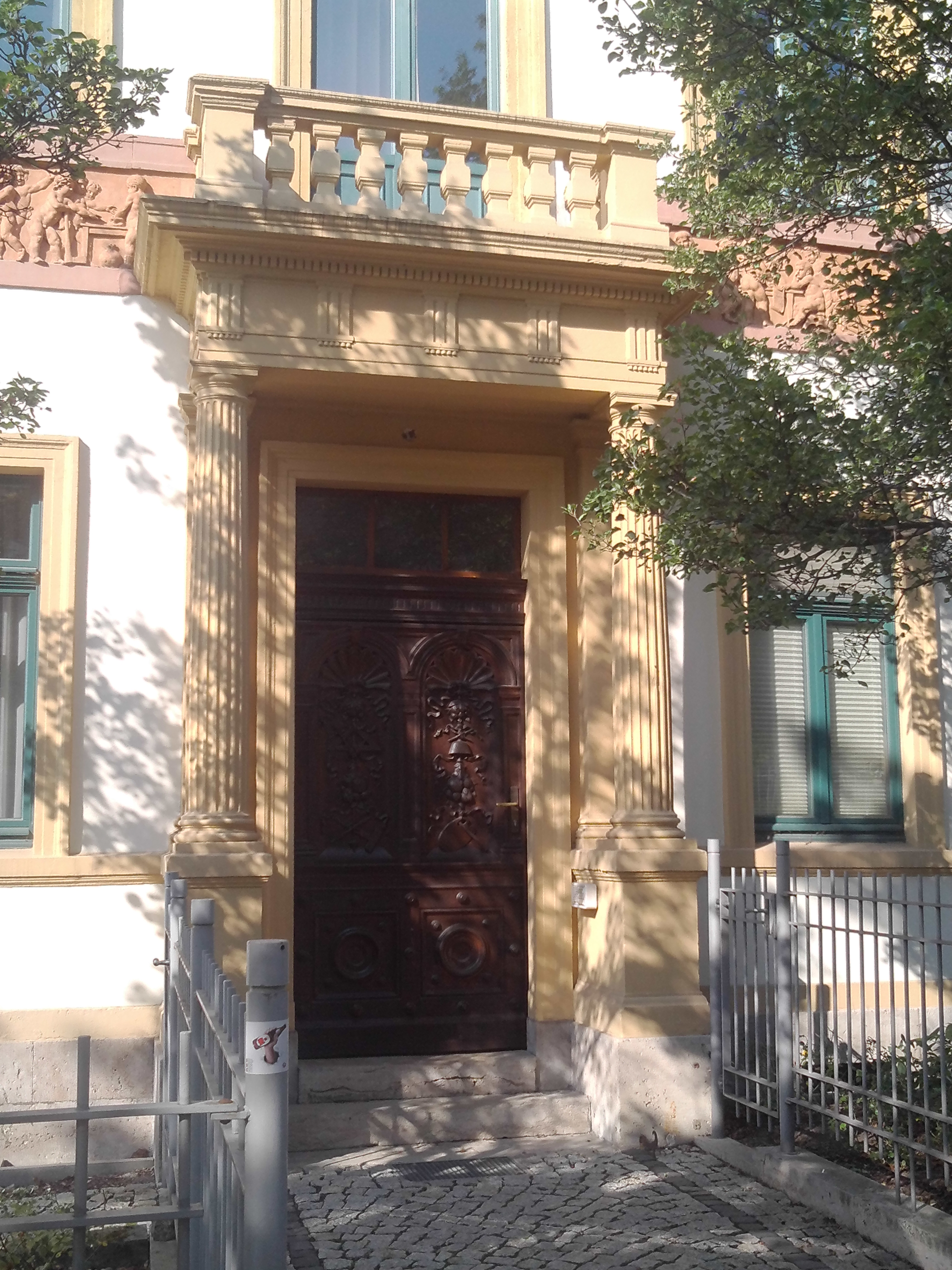
Balkon und Eingang Stegmannsches Haus

Der Hausbau selbst erfolgte 1864 bis 1866 nach dem Vorbild der italienischen Renaissance und nach seinem eigenen Entwurf. Damit ist das Stegmannsche Haus auch das erste in der Carl-August-Allee errichtete Bauwerk. Das Bahnhofviertel insgesamt wurde von Ernst Heinrich Kohl geplant. Die Anzahl der dargestellten Putten, die dieses Gebäude förmlich umringen, beläuft sich auf 155. Die Westseite mit dem eher nur angedeuteten Innenhof hat keine Puttenfriesteile. Über dem Portal auf der Ostseite ist ein im italienischen Stil ausgeführter Balkon angebracht. Die reich beschnitzte Tür zeigt Symbole aus dem Bauhandwerk.
Das Haus wurde nach seinem Bauherren, Architekten und Bauleiter Carl Martin von Stegmann benannt. Er ist selbst auf dem Fries dargestellt.
Dieses Gebäude ist in die Liste der Kulturdenkmale in Weimar aufgenommen worden.